# Örkelljunga (Gemeinde)
Koordinaten: 56° 17′ N, 13° 17′ O

Örkelljunga ist eine Gemeinde (schwedisch kommun) in der südschwedischen Provinz Skåne län und der historischen Provinz Schonen. Der Hauptort der Gemeinde ist Örkelljunga.

## Geographie
Die Gemeinde Örkelljunga liegt im Nordwesten Schonens an der Grenze zu Halland und Småland. Der nächste Hafen liegt in Helsingborg und ist genau wie der Flugplatz in Ängelholm mit dem Auto innerhalb einer halben Stunde zu erreichen.

## Orte
Folgende Ortschaften (tätorter) gibt es:
- Åsljunga
- Eket
- Örkelljunga
- Skånes-Fagerhult

## Geschichte
Die Ortschaft Örkelljunga, von Öthknealyng (Heidewüste), ist seit dem 14. Jahrhundert nachgewiesen: Die erste schriftliche Erwähnung findet sich 1307 in einem Schreiben des dänischen Königs Erik VI. an die Hansestadt Lübeck.
An der dänisch-schwedischen Reichsgrenze bei Lycksta (heute ebenfalls Teil der Gemeinde Örkelljunga) lag zu dieser Zeit auch eine von den Dänen erbaute Burg, welche als Schlichtungsort zwischen Erik VI. und den Herzögen Erik Magnusson und Waldemar Magnusson genutzt wurde. Die Burg ist historisch belegt in der Seelands-Chronik, wonach sie im Jahr 1316 von Hauptmann Eskil Krake niedergebrannt wurde. Abgesehen von kleineren Funden konnten bis heute jedoch keine Reste der Burg nachgewiesen werden.

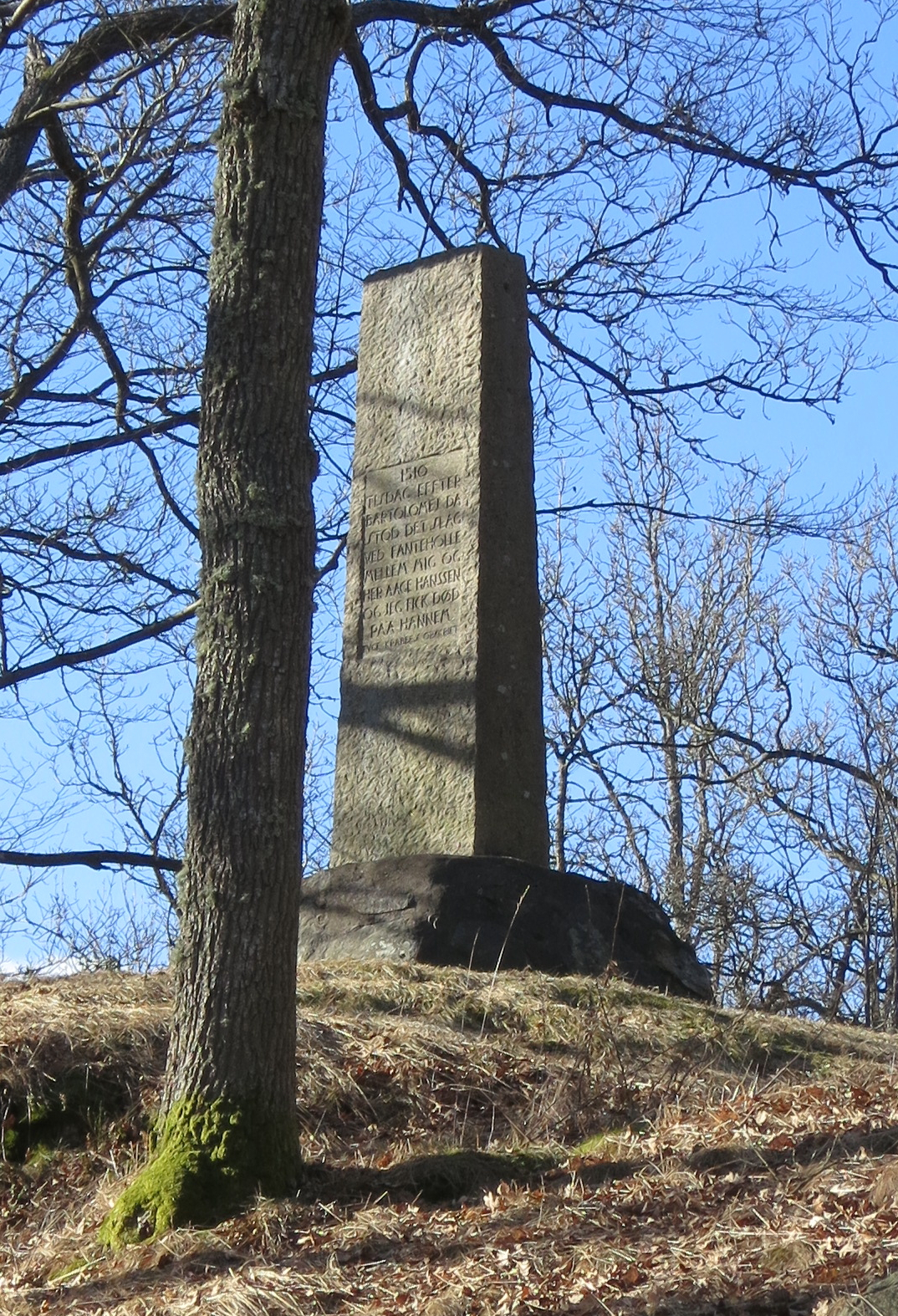
Gedenkstein zur Schlacht von Fantehåla 1510

Am 27. August 1510 war Fantehåla, ein Graben auf dem Gebiet der heutigen Gemeinde, Schauplatz einer Schlacht zwischen Schweden und Dänemark, bei der eine 700 Mann starke schwedische Kavallerie-Abteilung durch einen Überraschungsangriff von dänischen Truppen vernichtend geschlagen wurde.
1657 errichtete der schwedische Feldmarschall Gustaf Otto Stenbock nach dem Sieg bei Genevad im Zweiten Nordischen Krieg ein befestigtes Lager bei Örkelljunga, um dort auf Verstärkung zu warten. Er verhinderte damit einen Monat lang erfolgreich das Vorrücken der dänischen Truppen, musste das Lager aber schließlich wegen knapper Vorräte und immer häufigeren Angriffen durch die Snapphanar (einheimische Freischärler) aufgeben und sich nach Markaryd zurückziehen. Die Reste der damals errichteten Lagerwälle sind bis heute im Gelände zu erkennen.
Am Ende der Nordischen Kriege des 16. und 17. Jahrhunderts war die Bevölkerung in Örkelljunga auf wenige hundert Einwohner geschrumpft, verarmt und wirtschaftlich bedeutungslos. Erst Anfang des 19. Jahrhunderts erholte sich die Region langsam wieder, und die mittlerweile etwa 1500 bis dahin meist kleinbäuerlich lebenden Einwohner organisierten sich in größeren landwirtschaftlichen Betrieben. Gleichzeitig begann in Örkelljunga – wie auch in anderen Teilen Schwedens und Westeuropas – eine von Armut, Unzufriedenheit und Gerüchten über Goldfunde in Kalifornien getriebene Auswanderungswelle (siehe Schwedische Auswanderung in die Vereinigten Staaten), welche ihren Höhepunkt in den 1880er Jahren erreichte, als allein in Örkelljunga 431 Auswanderer in 10 Jahren gezählt wurden.
Der Anschluss Örkelljungas an die Eisenbahnlinie von Kärreberga (Gemeinde Åstorp) nach Värnamo 1894 brachte der Region schließlich  einen bedeutenden wirtschaftlichen Aufschwung. Bis Ende der 1960er Jahre wurde diese Nebenstrecke für den Personenverkehr mit Schienenbussen genutzt, und noch heute gibt es Bestrebungen, diese ehemalige Verbindung wiederzubeleben.